# Cneu Mânlio Vulsão
Cneu Mânlio Vulsão (em latim: Cneus Manlius Vulso) foi um político da gente Mânlia da República Romana eleito cônsul em 189 a.C. com Marco Fúlvio Nobilior.

## Primeiros anos

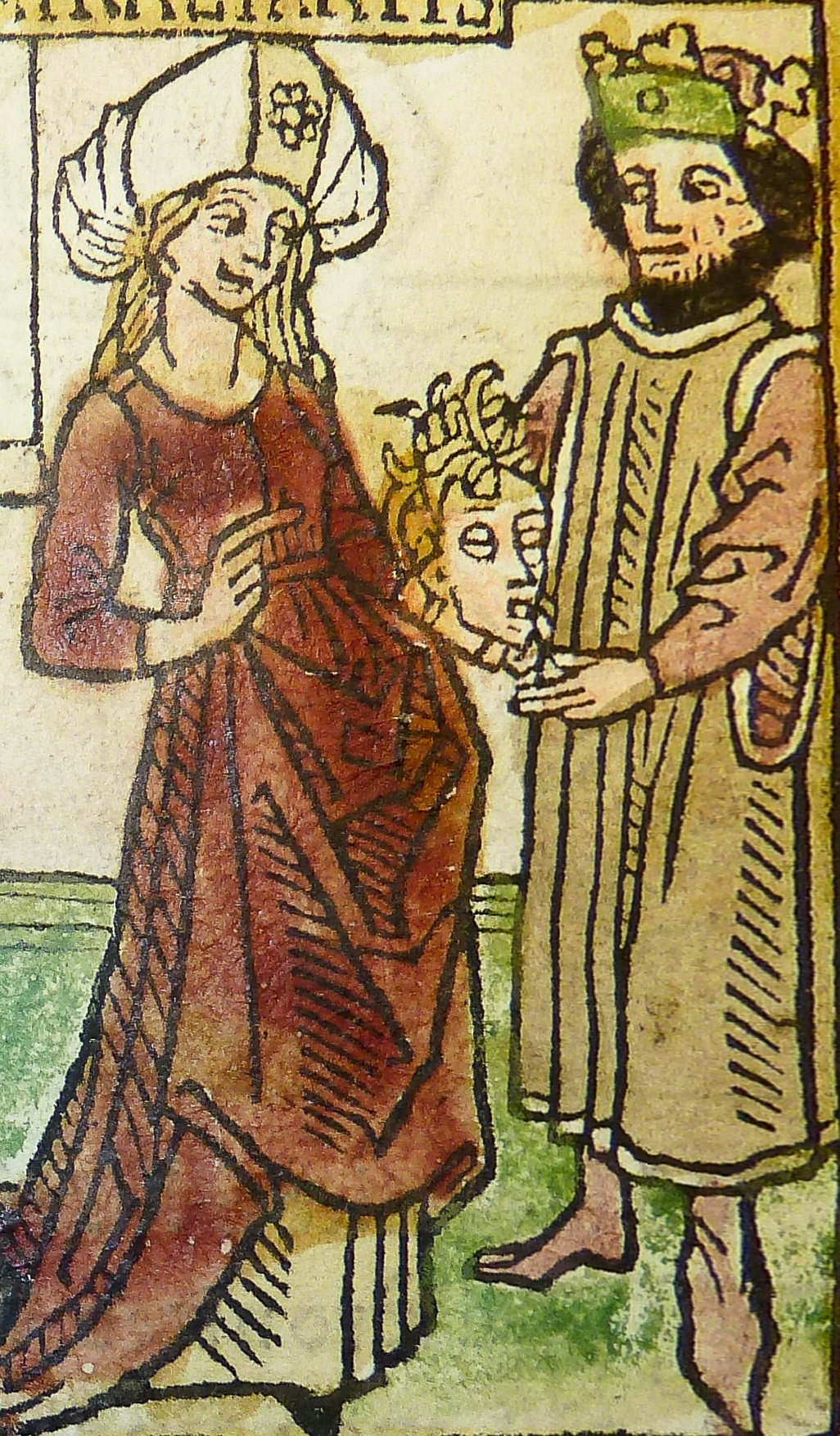
Xilogravura sobre a história de Quiomara, a esposa de um nobre gálata que, depois de ter sido violentada por um centurião de Vulsão, matou-o e decapitou-o quando ele tentou resgatá-la de seus pais, uma história contada por Valério Máximo em seus "Feitos e Dizeres Memoráveis".

Vulsão aparece pela primeira vez nas fontes em 197 a.C., quando foi edil curul. Dois anos depois, foi pretor na Sicília. Em 193 a.C., foi um dos triúnviros coloniis deducendis nomeados para fundar uma colônia no território de Túrios e concorreu ao consulado, mas não foi eleito.

## Consulado (189 a.C.)
Em 189 a.C., foi eleito cônsul com Marco Fúlvio Nobilior. Foi enviado pelo Senado à Ásia Menor para concluir a paz com Antíoco III, o Grande, que já havia sido acordada por Cipião Asiático no ano anterior. Chegou em Éfeso na primavera e, como estava ansioso pára obter glória e saques, atacou os gálatas e pisídios, desobedecendo as instruções do Senado. Realizou a chamada Guerra Gálata com êxito, derrotando três chefes tribais que governavam três diferentes povos gálatas da região (tolistóbogos, tectósagos e trocmos), que se renderam incondicionalmente ao poder romano.[carece de fontes?]
Terminada a campanha, em meados de outubro, voltou com suas tropas para o acampamento de inverno. Esta campanha lhe permitiu se apoderar de boa parte das riquezas que os gálatas haviam acumulado em suas próprias campanhas de saque.
Mânlio Vulsão permaneceu na Ásia como procônsul no ano seguinte, quando finalmente conseguiu concluir formalmente um tratado com Antíoco, a chamada Paz de Apameia. Em meados do verão, começou sua viagem para a Europa atravessando a Trácia, onde suas tropas foram atacadas pelos trácios e parte do butim foi perdido, o Reino da Macedônia, o Epiro e passou o inverno em Apolônia. Chegou a Roma em 187 a.C. e pediu um triunfo por suas vitórias, e, como não houve oposição da maioria dos dez embaixadores que foram com ele na missão, a honra lhe foi concedida. Esta campanha introduziu em Roma muitos dos luxos do oriente que depois seriam criticados pelos historiadores romanos.

## Anos finais
Em 184 a.C., Vulsão foi candidato à censura, mas perdeu para Lúcio Valério Flaco e Catão, o Velho.